# 선수상

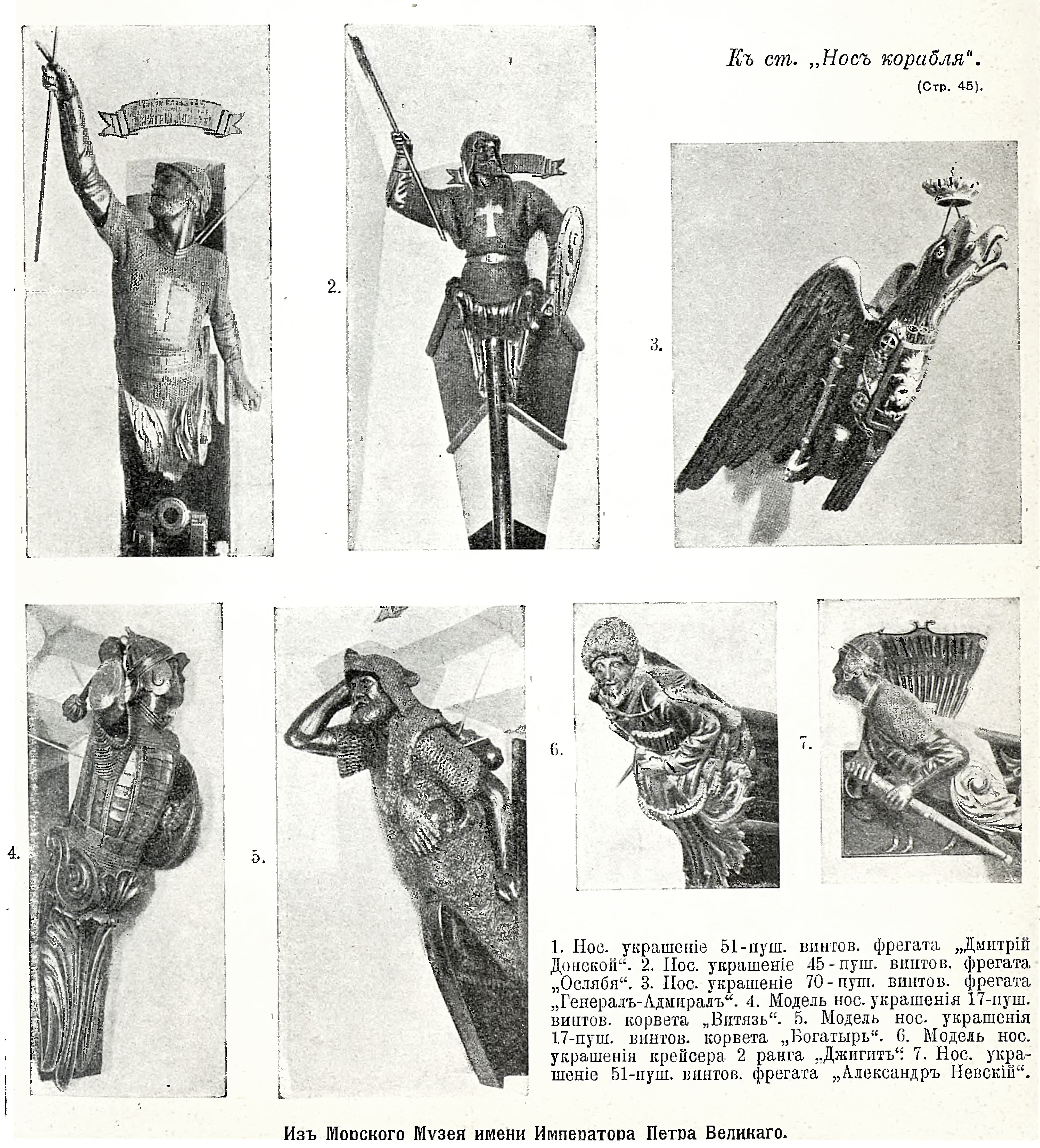

선수상(船首像, figurehead)는 선박의 선수에 다는 조각상이다.

## 기타
서양 언어에서 상징적 국가원수를 비롯한 상징적 수장을 figurehead라고 부르는 것은 여기서 유래하였다.

## 같이 보기
- 빅토리아 (신화)